# Francesco Biava
Francesco Biava (Roma, 3 ottobre 1965) è un politico italiano.

## Biografia
Dirigente romano di Alleanza Nazionale. Dal 2002 al 2006 è Capo della segreteria del Ministro delle Politiche Agricole Gianni Alemanno . Nel 2008 è candidato alla Camera in Emilia-Romagna, in quota An, nel PDL. Fa parte delle Commissioni Bilancio e Agricoltura.
Alle elezioni del 2013 è ricandidato alla Camera con il PdL in Emilia-Romagna, risultando il primo dei non eletti.
Nel 2014 aderisce a Fratelli d'Italia - Alleanza Nazionale.
Alle elezioni europee del 2014 è candidato con Fratelli d'Italia - Alleanza Nazionale, nella circoscrizione Italia centrale, ma non viene eletto.
È stato Coordinatore nazionale dei Circoli Nuova Italiasino al suo scioglimento nel 2014
Responsabile del tesseramento del Pdl, assieme a Gregorio Fontana, dalla sua nascita, 2009, al suo scioglimento  2013